# Нафком (футбольний клуб)
«Нафко́м» — український футбольний клуб з міста Бровари Київської області. Виступав у другій лізі чемпіонату України. Отримав професіональний статус у 2001 році.
На початку сезону 2009/10 команда знялася до початку змагань, оскільки Федерація футболу України не видала «Нафкому» атестат на право участі у змаганнях професіональних команд.
У 2009 році був проданий власником, Кравчуком Олександром, сином першого Президента України за 1 гривню.

## Колишні назви
- УФЕІ Ірпінь (1996—1999)
- «Академія» Ірпінь (2000)

Колишня емблема

- «Нафком-Академія» Ірпінь (2001—2004)
- «Нафком» Бровари (2004—2009)

## Статистика виступів
| Сезон     | Ліга       | Місце | І  | В  | Н  | П  | МЗ | МП | О  | Кубок України |
| --------- | ---------- | ----- | -- | -- | -- | -- | -- | -- | -- | ------------- |
| 2001/2002 | Друга ліга | 2     | 34 | 19 | 6  | 9  | 50 | 23 | 63 | —             |
| 2002/2003 | Друга ліга | 1     | 30 | 20 | 7  | 3  | 69 | 20 | 67 | 1/8           |
| 2003/2004 | Перша ліга | 14    | 34 | 9  | 11 | 14 | 35 | 43 | 38 | 1/16          |
| 2004/2005 | Перша ліга | 16    | 34 | 9  | 10 | 15 | 26 | 38 | 37 | 1/16          |
| 2005/2006 | Друга ліга | 4     | 24 | 12 | 6  | 6  | 28 | 18 | 42 | 1/32          |
| 2006/2007 | Друга ліга | 6     | 28 | 13 | 7  | 8  | 40 | 30 | 46 | 1/32          |
| 2007/2008 | Друга ліга | 13    | 30 | 7  | 8  | 15 | 33 | 46 | 29 | 1/32          |
| 2008/2009 | Друга ліга | 5 [1] | 32 | 16 | 4  | 12 | 45 | 33 | 52 | 1/64          |